# 藤沢市立高砂小学校
藤沢市立高砂小学校（ふじさわしりつ たかすなしょうがっこう）は、神奈川県藤沢市辻堂にある公立小学校。

## 概要
市域の南部にあり、辻堂海浜公園から500mほど北側のところに位置する。すぐ北側を神奈川県道30号戸塚茅ヶ崎線が東西に走っている。

## 沿革
出典
- 1964年（昭和39年）4月 - 辻堂小学校内に併置・開校
- 1964年（昭和39年）9月 - 新校舎へ移転
- 1993年（平成5年）7月 - 着衣泳実施
- 1995年（平成7年）9月 - 現校舎で授業開始
- 1997年（平成9年）3月 - 卒業生105名
- 2009年（平成21年）3月 - 卒業生 103名

## 教育目標
- 心身共に健康で、自ら考え、正しく判断し、自主的で創造性豊な児童を育成する[3]。

## 学区
出典
- 辻堂1丁目の一部・3～6丁目
- 辻堂西海岸2丁目の一部

## 地区の進学先中学
公立中学校の場合。
- 藤沢市立高浜中学校[5]

## アクセス
出典
- JR東日本・東海道本線辻堂駅より徒歩約15分
- 藤沢駅より徒歩約15分

## 周辺
- 藤沢市立白浜養護学校
- 藤沢市立高浜中学校
- 県公社辻堂海岸団地
- 湘南工科大学
- 藤沢市立浜見小学校
- 藤沢市立辻堂小学校
- のぞみ幼稚園